# 자이언트 센터
자이언트 센터(Giant Center)은 미국 펜실베이니아주 허시에 위치한 실내 경기장이다. 현재 AHL 허시 베어스의 홈경기장으로 사용되고 있다.